# Лена Маєр-Ландрут
Ле́на Ма́єр-Ландру́т (нім. Lena Meyer-Landrut, нар. 23 травня 1991, Ганновер) — німецька співачка, композиторка, музикантка та акторка. Переможниця міжнародного пісенного конкурсу Євробачення-2010 в Осло з піснею «Satellite». 2011 року знову представила Німеччину на Євробаченні в Дюссельдорфі.

## Біографія
Лена Маєр-Ландрут народилась 23 травня 1991 року в Ганновері, Німеччина. Лена — онучка Андреаса Маєр-Ландрута, посла ФРН у Радянському Союзі в Москві з 1980 по 1983 та з 1987 по 1989. Єдина дитина в родині.
Почала брати уроки танців у п'ятирічному віці. Спочатку займалася бальними танцями, потім практикувала різноманітні сучасні стилі, включаючи хіп-хоп і джаз-танці. Маєр-Ландрут грала у численних німецьких телесеріалах у різноманітних ролях другого плану, однак ніколи офіційно не навчалася акторської майстерності або вокалу. Вчилася в IGS Roderbruch Hannover, отримала диплом абітурієнта в червні 2010 року.

### Євробачення
12 березня 2010 року Лена Маєр-Ландрут отримала право представляти свою країну на міжнародному пісенному конкурсі Євробачення-2010 в Осло з піснею «Satellite».
Через тиждень після перемоги у національному відборі відео з піснею Satellite переглянули на YouTube більше 2,5 мільйонів разів (через півтора тижні — вже 3,5 мільйони), і ще задовго до конкурсу це відео перегнало за кількістю переглядів відео багатьох інших учасників і переможців конкурсу минулих років. Три пісні Лени посіли перші три місця на німецькому iTunes Store, а також 1, 3 та 4 місця в німецькому чарті. Жоден виконавець до цього моменту не встановлював такого рекорду.
29 травня з 246 балами співачка здобула другу в історії Німеччини перемогу на пісенному конкурсі Євробачення.
14 травня 2011 року у фіналі Євробачення 2011, який пройшов у Дюссельдорфі, співачка з піснею «Taken by a Stranger» посіла 10-е місце.
2012 року Маєр-Ландрут випустила 3-ій студійний альбом. Великої популярності, однак, він не набув. Співачка також узяла участь у інтервал-акті Євробачення 2012.
У 2013 взяла творчу перерву і стала суддею на шоу Голос Діти Німеччина.
2015 повернулась як співачка з новим альбомом Crystal Sky. Випустила два нових сингли, поступово її популярність почала зростати. Сингл Wild and free став офіційним саундтреком до фільму Відмінний Викладач 2.
У 2016 провела останній сезон судді на шоу Голос Діти і представила новий сингл до альбому Crystal Sky.
2017 презентувала нову пісню, яка не стала синглом до альбому: «Це пісня для моїх фанатів». Дала інтерв'ю для української програми Світське Життя. Також оголосила, що новий альбом Gemini вийде восени 2017-го року. Випустила новий сингл до альбому Gemini. Ця пісня розповідає про життєву ситуацію з її батьком, який покинув родину, коли Лена була дитиною. Ця пісня повернула співачку на 1-шу позицію у німецькому чарті. Запрошена записати сингл з реп-гуртом Genetick, де співачка уперше виконала пісню німецькою мовою.

## Дискографія

### Сингли
| Рік  | Пісня       | Позиції в чартах | Позиції в чартах | Позиції в чартах |
| Рік  | Пісня       | GER              | AT               | CH               |
| ---- | ----------- | ---------------- | ---------------- | ---------------- |
| 2010 | «Satellite» | 1                | 2                | 2                |
| 2010 | «Bee»       | 3                | 26               | 27               |
| 2010 | «Love Me»   | 4                | 28               | 39               |

### Альбоми
| Рік  | Альбом                                                                                            | Пікові позиції в чартах | Пікові позиції в чартах | Пікові позиції в чартах | Пікові позиції в чартах |
| Рік  | Альбом                                                                                            | Німеччина               | Австрія                 | Швейцарія               | Європейський Союз       |
| ---- | ------------------------------------------------------------------------------------------------- | ----------------------- | ----------------------- | ----------------------- | ----------------------- |
| 2010 | My Cassette Player - Студійний альбом - Реліз: 7 Травня 2010 - Лейбл: USFO, Universal - Жанр: Поп | 1                       | 3                       | 3                       | 5                       |
| 2011 | Good News - Студійний альбом - Реліз: 8 лютого 2011 - Лейбл: USFO, Universal - Жанр: Поп          | 1                       | 8                       |                         |                         |
| 2012 | Stardust - Студійний альбом - Реліз: 12 жовтня 2012 - Лейбл: USFO, Universal - Жанр: Поп          | 2                       | 14                      | 31                      |                         |
| 2015 | Crystal Sky - Студійний альбом - Реліз: 15 травня 2015 - Лейбл: Universal - Жанр: Поп             | 2                       | ?                       | ?                       | ?                       |